# Me‘arat Bené Berit
Me‘arat Bené Berit (hebreiska: מערת בני ברית, Me’arat Bené Berit) är en grotta i Israel.   Den ligger i distriktet Jerusalem, i den centrala delen av landet. Me‘arat Bené Berit ligger 415 meter över havet.
Terrängen runt Me‘arat Bené Berit är huvudsakligen kuperad, men åt sydväst är den platt. Terrängen runt Me‘arat Bené Berit sluttar brant västerut. Runt Me‘arat Bené Berit är det mycket tätbefolkat, med 1 411 invånare per kvadratkilometer. Närmaste större samhälle är Jerusalem, 17,2 km öster om Me‘arat Bené Berit. Omgivningarna runt Me‘arat Bené Berit är i huvudsak ett öppet busklandskap.